# Nee Barros

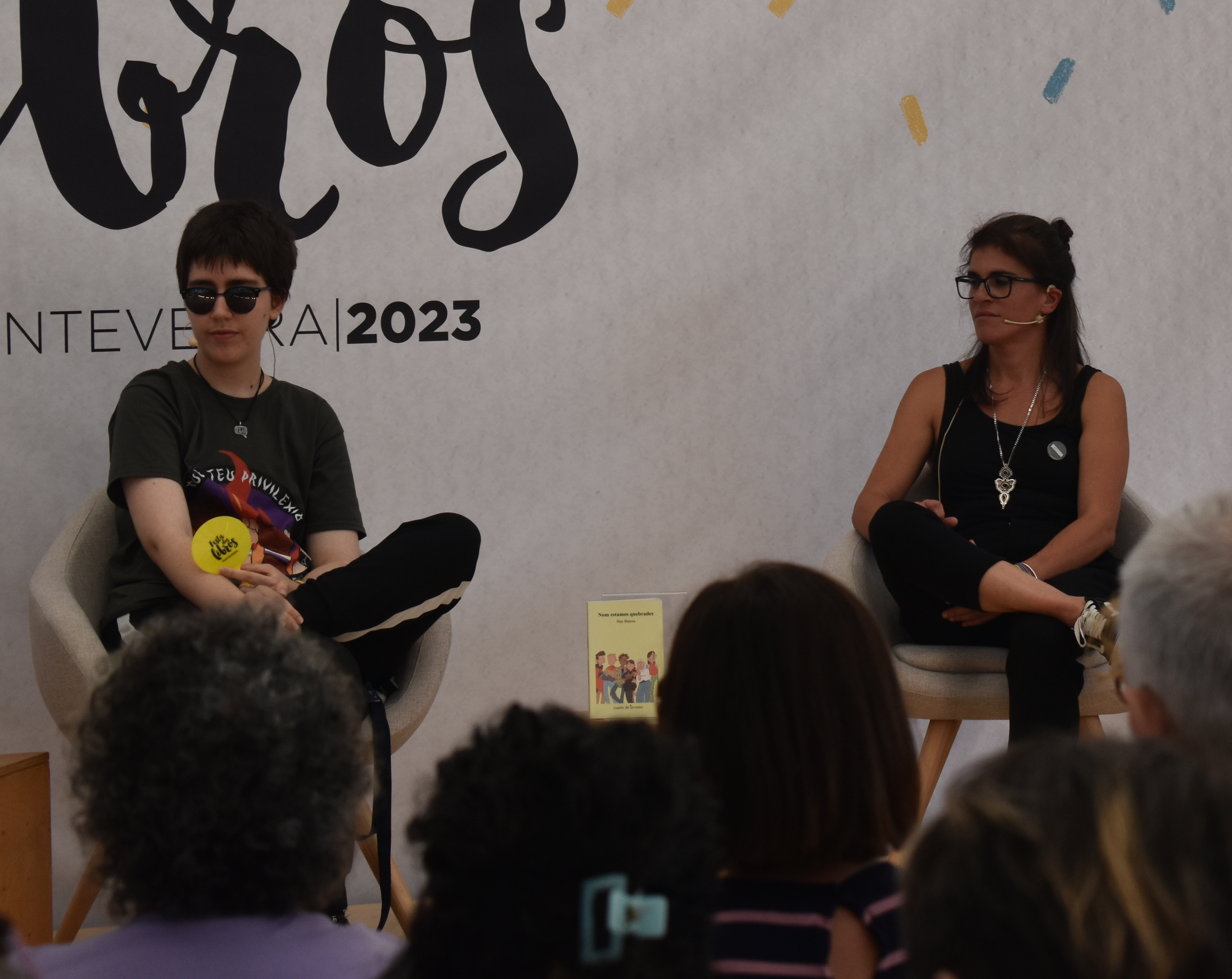
Nee Barros e Diana Kurich na Festa dos Livros de Pontevedra.

Nee Barros Fernández,  (Ourense, 19 de dezembro de 2002), é  um activista pelos direitos trans e dedica-se também à divulgação cultural e à literatura.

## Trajectória
Nee Barros nasceu na Galiza, em Ourense, mas cresceu na vila de Marim e estudou o bacharelato no IES Frei Martín Sarmiento de Pontevedra desde o 2018 até o 2020. Além da sua produção literária, desenvolve um labor de divulgação literária na rede, especialmente através da seu canal de Youtube Neeumatiko. O dito canal mistura recomendações literárias, análises de obras e activismo LGBTIQA+, e chegou a ser reconhecida com o prémio à Qualidade Linguística do certame Youtubeir@s em 2021. Também canta e toca o baixo no grupo de música pop rock Froalla.
Na sua faceta literária, recebeu reconhecimentos desde muito cedo em certames como Língua de Namorar (2018 e 2020), Imprensa-Escuela (2018) ou o certame de narração curta Concelho de Curtis (2019), entre outros. Em 2022, recebeu o Prémio María Victoria Moreno de Literatura Juvenil, graças ao qual publicariam a sua obra Nom estamos quebrades.

## Obras
- A metamorfose forzada ou xuízo nun acto (2019). Erregueté. Cadernos Pygmalión nº 2, 20 pág.[7]
- 19 poemas para um VÍRUS-19 (2020). Arte Calavera. Autopublicado, 54 pág.[8]
- Identidade. A normalidade do non-común (2021). Galaxia. 88 pág. ISBN 978-84-9151-725-2.[9]
- Nom estamos quebrades (Cuarto de Inverno, 2023).

### Obras colectivas
- Tes cinco minutos #1 (2021). Galaxia. 130 pág. ISBN 978-84-9151-607-1.[10]
- 21 poetas do século XXI (2021). Aira. 204 pág. ISBN 978-84-123849-9-4.[11]
- Alguén nos lembrará. Antoloxía de relatos LGBTIQA+ (Coord.) (2023). Xerais. ISBN 978-84-1110-358-9.

### Tradução
- Heartstopper, de Alice Oseman (2024). Xerais. 288 páginas ISBN 978-84-1110-580-4.

## Prémios
- IV Edição do certame de microrrelatos Imprensa-Escuela (2018)[12]
- Língua de Namorar, Categoria A (2018)[13]
- I Premio de Radioficción CUAC FM (2018)[14]
- II Concurso contra a violência de género da Subdelegación do Governo de Pontevedra (2019)[15]
- XXIX concurso de contos Vila de Pontedeume (2019)[16]
- XIV Prémio Narração Curta Concelho de Curtis, Categoria A (2019)[17]
- Língua de Namorar, Categoria A (2019)[18]
- XVIII Certame de Poesia no Ben Veñas Maio (2019)[19]
- XV Prêmio de Narração Curta do Concelho de Curtis, Categoria A (2019)[20]
- Língua de Namorar, Categoria A (2020)[21]
- III Concurso de microrrelatos da Real Academia Galega e PuntoGal, Categoria Juvenil (2020)[22]
- XVIII Certame de Poesia no Ben Veñas Maio (2020)[23]
- V Prémio María Victoria Moreno de Literatura Juvenil (2022)[6]